# Chili op het wereldkampioenschap voetbal 2010
Chili was een van de deelnemende landen aan het wereldkampioenschap voetbal 2010 in Zuid-Afrika. Het Zuid-Amerikaanse land nam voor de achtste keer in de geschiedenis deel aan de WK-eindronde. De laatste keer was in 1998, toen Chili in de achtste finales werd uitgeschakeld door de latere verliezend finalist Brazilië.

## Oefeninterlands
Chili speelde zeven oefeninterlands in de aanloop naar het WK voetbal in Zuid-Afrika, waaronder vijf in de maand mei.

|                                                      |                                         |       |                   |                                                                                                |
| 21 januari 2010 Vriendschappelijk «onderlinge duels» | Chili                                   | 2 – 1 | Panama            | Francisco Sánchez Rumoroso, Coquimbo Toeschouwers: 15.000 Scheidsrechter: Martín Vázquez (URU) |
| 21 januari 2010 Vriendschappelijk «onderlinge duels» | Esteban Paredes 51' Esteban Paredes 53' |       | 87' Roberto Brown | Francisco Sánchez Rumoroso, Coquimbo Toeschouwers: 15.000 Scheidsrechter: Martín Vázquez (URU) |

|                                                   |       |       |           |                                                                                       |
| 1 april 2010 Vriendschappelijk «onderlinge duels» | Chili | 0 – 0 | Venezuela | Estadio Nacional, Santiago Toeschouwers: 20.000 Scheidsrechter: Roberto Silvera (URU) |
| 1 april 2010 Vriendschappelijk «onderlinge duels» |       |       |           | Estadio Nacional, Santiago Toeschouwers: 20.000 Scheidsrechter: Roberto Silvera (URU) |

|                                                 |                                     |       |                    |                                                                                                   |
| 6 mei 2010 Vriendschappelijk «onderlinge duels» | Chili                               | 2 – 0 | Trinidad en Tobago | Estadio Tierra de Campeones, Iquique Toeschouwers: 10.000 Scheidsrechter: Joaquín Antequera (BOL) |
| 6 mei 2010 Vriendschappelijk «onderlinge duels» | Pedro Morales 2' Sebastián Toro 48' |       |                    | Estadio Tierra de Campeones, Iquique Toeschouwers: 10.000 Scheidsrechter: Joaquín Antequera (BOL) |

|                                                  |                    |       |       |                                                                                    |
| 16 mei 2010 Vriendschappelijk «onderlinge duels» | Mexico             | 1 – 0 | Chili | Aztekenstadion, Mexico-Stad Toeschouwers: 95.000 Scheidsrechter: Mark Geiger (USA) |
| 16 mei 2010 Vriendschappelijk «onderlinge duels» | Alberto Medina 14' |       |       | Aztekenstadion, Mexico-Stad Toeschouwers: 95.000 Scheidsrechter: Mark Geiger (USA) |

|                                                  |                                                          |       |        |                                                                                                 |
| 27 mei 2010 Vriendschappelijk «onderlinge duels» | Chili                                                    | 3 – 0 | Zambia | Estadio Municipal de Calama, Calama Toeschouwers: onbekend Scheidsrechter: Gabriel Favale (ARG) |
| 27 mei 2010 Vriendschappelijk «onderlinge duels» | Alexis Sánchez 54' Alexis Sánchez 85' Jorge Valdivia 87' |       |        | Estadio Municipal de Calama, Calama Toeschouwers: onbekend Scheidsrechter: Gabriel Favale (ARG) |

|                                                  |                     |       |               |                                                                                        |
| 30 mei 2010 Vriendschappelijk «onderlinge duels» | Chili               | 1 – 0 | Noord-Ierland | Estadio Municipal, Chillán Toeschouwers: onbekend Scheidsrechter: Líber Prudente (URU) |
| 30 mei 2010 Vriendschappelijk «onderlinge duels» | Esteban Paredes 30' |       |               | Estadio Municipal, Chillán Toeschouwers: onbekend Scheidsrechter: Líber Prudente (URU) |

|                                                  |                                                         |       |        | |
| 31 mei 2010 Vriendschappelijk «onderlinge duels» | Chili                                                   | 3 – 0 | Israël | Estadio Municipal de Concepción, Concepción Toeschouwers: onbekend Scheidsrechter: Antonio Arias (PAR) |
| 31 mei 2010 Vriendschappelijk «onderlinge duels» | Humberto Suazo 22' Alexis Sánchez 49' Rodrigo Tello 90' |       |        | Estadio Municipal de Concepción, Concepción Toeschouwers: onbekend Scheidsrechter: Antonio Arias (PAR) |

## Selectie
Caps en goals corresponderend met situatie voorafgaand aan toernooi
| Nummer / Naam       | Nummer / Naam    | Club                    | Caps | Goals | Geboortedatum | Duels | Goal | Weggestuurd | Kreeg voor de tweede keer geel en dus rood | Kreeg geel |
| Doel                | Doel             | Doel                    | Doel | Doel  | Doel          | Doel  | Doel | Doel        | Doel                                       | Doel       |
| ------------------- | ---------------- | ----------------------- | ---- | ----- | ------------- | ----- | ---- | ----------- | ------------------------------------------ | ---------- |
| 1                   | Claudio Bravo    | Real Sociedad           | 41   | 0     | 13.04.1983    | 4     | 0    | 0           | 0                                          | 0          |
| 12                  | Miguel Pinto     | Universidad de Chile    | 13   | 0     | 04.07.1983    | 0     | 0    | 0           | 0                                          | 0          |
| 23                  | Luis Marín       | Unión Española          | 2    | 0     | 18.05.1983    | 0     | 0    | 0           | 0                                          | 0          |
| Verdediging         |                  |                         |      |       |               |       |      |             |                                            |            |
| 2                   | Ismael Fuentes   | CD Universidad Católica | 25   | 1     | 04.08.1981    | 1     | 0    | 0           | 0                                          | 1          |
| 3                   | Waldo Ponce      | CD Universidad Católica | 23   | 2     | 04.12.1980    | 3     | 0    | 0           | 0                                          | 2          |
| 4                   | Mauricio Isla    | Udinese Calcio          | 10   | 0     | 12.06.1988    | 4     | 0    | 0           | 0                                          | 0          |
| 5                   | Pablo Contreras  | PAOK Thessaloniki       | 49   | 1     | 11.09.1978    | 2     | 0    | 0           | 0                                          | 0          |
| 17                  | Gary Medel       | CA Boca Juniors         | 23   | 3     | 03.08.1987    | 3     | 0    | 0           | 0                                          | 2          |
| 18                  | Gonzalo Jara     | West Bromwich Albion    | 31   | 3     | 29.08.1985    | 4     | 0    | 0           | 0                                          | 0          |
| Middenveld          |                  |                         |      |       |               |       |      |             |                                            |            |
| 6                   | Carlos Carmona   | Reggina Calcio          | 18   | 0     | 21.02.1987    | 3     | 0    | 0           | 0                                          | 2          |
| 8                   | Arturo Vidal     | Bayer 04 Leverkusen     | 21   | 1     | 22.05.1987    | 4     | 0    | 0           | 0                                          | 1          |
| 10                  | Jorge Valdivia   | Al Ain FC               | 36   | 4     | 19.10.1983    | 4     | 0    | 0           | 0                                          | 1          |
| 13                  | Marco Estrada    | Universidad de Chile    | 20   | 1     | 28.05.1983    | 1     | 0    | 0           | 1                                          | 0          |
| 14                  | Matías Fernández | Sporting Lissabon       | 35   | 7     | 15.05.1986    | 2     | 0    | 0           | 0                                          | 2          |
| 19                  | Gonzalo Fierro   | CR Flamengo             | 16   | 1     | 21.03.1983    | 0     | 0    | 0           | 0                                          | 0          |
| 20                  | Rodrigo Millar   | CSD Colo-Colo           | 19   | 1     | 03.11.1981    | 3     | 1    | 0           | 0                                          | 1          |
| 21                  | Rodrigo Tello    | Beşiktaş JK             | 32   | 2     | 14.10.1979    | 1     | 0    | 0           | 0                                          | 0          |
| Aanval              |                  |                         |      |       |               |       |      |             |                                            |            |
| 7                   | Alexis Sánchez   | Udinese Calcio          | 26   | 8     | 19.12.1988    | 4     | 0    | 0           | 0                                          | 0          |
| 9                   | Humberto Suazo   | Real Zaragoza           | 41   | 17    | 10.05.1981    | 2     | 0    | 0           | 0                                          | 1          |
| 11                  | Mark González    | CSKA Moskou             | 38   | 3     | 10.07.1984    | 4     | 1    | 0           | 0                                          | 0          |
| 15                  | Jean Beausejour  | Club América            | 23   | 1     | 01.06.1984    | 4     | 1    | 0           | 0                                          | 0          |
| 16                  | Fabián Orellana  | Deportivo Xerez         | 13   | 2     | 27.01.1986    | 1     | 0    | 0           | 0                                          | 0          |
| 22                  | Esteban Paredes  | CSD Colo-Colo           | 12   | 5     | 01.08.1980    | 2     | 0    | 0           | 0                                          | 0          |
| Bondscoach          |                  |                         |      |       |               |       |      |             |                                            |            |
| Vlag van Argentinië | Marcelo Bielsa   |                         |      |       | 21.07.1955    |       |      |             |                                            |            |

## WK-wedstrijden

### Groep H
|                                           |          |                  |                     |                                                                               |
| 16 juni 2010 «onderlinge duels» 13:30 uur | Honduras | 0 – 1            | Chili               | Mbombela Stadion, Nelspruit Toeschouwers: 32.664 Scheidsrechter: Eddy Maillet |
| 16 juni 2010 «onderlinge duels» 13:30 uur |          | Wedstrijdverslag | 33' Jean Beausejour | Mbombela Stadion, Nelspruit Toeschouwers: 32.664 Scheidsrechter: Eddy Maillet |

|                                           |                   |                  |             |                                                                                                  |
| 21 juni 2010 «onderlinge duels» 16:00 uur | Chili             | 1 – 0            | Zwitserland | Nelson Mandelabaai Stadion, Port Elizabeth Toeschouwers: 34.872 Scheidsrechter: Khalil Al Ghamdi |
| 21 juni 2010 «onderlinge duels» 16:00 uur | Mark González 75' | Wedstrijdverslag |             | Nelson Mandelabaai Stadion, Port Elizabeth Toeschouwers: 34.872 Scheidsrechter: Khalil Al Ghamdi |

|                                           |                    |                  |                                    |                                                                                        |
| 25 juni 2010 «onderlinge duels» 20:30 uur | Chili              | 1 – 2            | Spanje                             | Loftus Versfeld Stadion, Pretoria Toeschouwers: 41.958 Scheidsrechter: Marco Rodríguez |
| 25 juni 2010 «onderlinge duels» 20:30 uur | Rodrigo Millar 47' | Wedstrijdverslag | 24' David Villa 37' Andrés Iniesta | Loftus Versfeld Stadion, Pretoria Toeschouwers: 41.958 Scheidsrechter: Marco Rodríguez |

### Eindstand
| Land        | Wed | Win | Gel | Ver | DV | DT | +/- | Pnt |
| ----------- | --- | --- | --- | --- | -- | -- | --- | --- |
| Spanje      | 3   | 2   | 0   | 1   | 4  | 2  | +2  | 6   |
| Chili       | 3   | 2   | 0   | 1   | 3  | 2  | +1  | 6   |
| Zwitserland | 3   | 1   | 1   | 1   | 1  | 1  | 0   | 4   |
| Honduras    | 3   | 0   | 1   | 2   | 0  | 3  | -3  | 1   |

### Achtste finale
|                                           |                                       |                  |       |                                                                          |
| 28 juni 2010 «onderlinge duels» 20:30 uur | Brazilië                              | 3 – 0            | Chili | Ellispark, Johannesburg Toeschouwers: 54.096 Scheidsrechter: Howard Webb |
| 28 juni 2010 «onderlinge duels» 20:30 uur | Juan 34' Luís Fabiano 38' Robinho 59' | Wedstrijdverslag |       | Ellispark, Johannesburg Toeschouwers: 54.096 Scheidsrechter: Howard Webb |

FFCh · A-internationals · Selecties · Bondscoaches · Chileens vrouwenelftal · Olympisch elftal · Chili U21 · Chili U20 · Chili U19 · Chili U18 · Chili U17
1910 – 1919 ·
1920 – 1929 ·
1930 – 1939 ·
1940 – 1949 ·
1950 – 1959 ·
1960 – 1969 ·
1970 – 1979 ·
1980 – 1989 ·
1990 – 1999 ·
2000 – 2009 ·
2010 – 2019 ·
2020 – 2029
WK 1930 · 
WK 1950 · 
WK 1962 · 
WK 1966 · 
WK 1974 · 
WK 1982 · 
WK 1998 · 
WK 2010 · 
WK 2014
OS 1928 · 
OS 1952 · 
OS 1984 · 
OS 2000
1910 · 
1911 · 1912 · 
1913 · 
1914 · 1915 · 
1916 · 
1917 · 
1918 · 
1919 · 
1920 · 
1921 · 
1922 · 
1923 · 
1924 · 
1925 · 
1926 · 
1927 · 
1928 · 
1929 · 
1930 · 
1931 · 1932 · 1933 · 1934 · 
1935 · 
1936 · 
1937 · 
1938 · 
1939 · 
1940 · 
1941 · 
1942 · 
1943 · 1944 · 
1945 · 
1946 · 
1947 · 
1948 · 
1949 · 
1950 · 
1951 · 
1952 · 
1953 · 
1954 · 
1955 · 
1956 · 
1957 · 
1958 · 
1959 · 
1960 · 
1961 · 
1962 · 
1963 · 
1964 · 
1965 · 
1966 · 
1967 · 
1968 · 
1969 · 
1970 · 
1971 · 
1972 · 
1973 · 
1974 · 
1975 · 
1976 · 
1977 · 
1978 · 
1979 · 
1980 · 
1981 · 
1982 · 
1983 · 
1984 · 
1985 · 
1986 · 
1987 · 
1988 · 
1989 · 
1990 ·
1991 · 
1992 · 
1993 · 
1994 · 
1995 · 
1996 · 
1997 · 
1998 · 
1999 · 
2000 · 
2001 · 
2002 · 
2003 · 
2004 · 
2005 · 
2006 · 
2007 · 
2008 · 
2009 · 
2010 · 
2011 · 
2012 · 
2013 · 
2014 · 
2015 · 
2016 ·
2017 ·
2018 ·
2019 ·
2020 ·
2021 ·
2022 ·
2023 ·
2024
Albanië ·
Algerije ·
Argentinië ·
Armenië ·
Australië ·
België ·
Bolivia ·
Bosnie en Herzegovina ·
Brazilië ·
Bulgarije ·
Burkina Faso ·
Canada ·
China ·
Colombia ·
Costa Rica ·
Cuba ·
DDR ·
Denemarken ·
Dominicaanse Republiek ·
Duitsland ·
Ecuador ·
Egypte ·
El Salvador · 
Engeland ·
Estland ·
Finland ·
Frankrijk ·
Ghana · 
Griekenland ·
Guatemala ·
Guinee ·
Haïti ·
Honduras ·
Hongarije ·
Ierland ·
IJsland ·
Irak ·
Iran ·
Israël ·
Italië ·
Ivoorkust ·
Jamaica ·
Japan ·
Joegoslavië ·
Kameroen ·
Kroatië ·
Litouwen ·
Marokko ·
Mexico ·
Nederland ·
Nieuw-Zeeland · 
Noord-Ierland ·
Noord-Korea ·
Oekraïne · 
Oman · 
Oostenrijk ·
Palestina ·
Panama · 
Paraguay ·
Peru ·
Polen ·
Portugal · 
Qatar ·
Roemenië · 
Rusland ·
Saoedi-Arabië ·
Schotland ·
Senegal ·
Servië ·
Slowakije ·
Sovjet-Unie ·
Spanje ·
Togo ·
Trinidad en Tobago ·  
Tsjecho-Slowakije ·
Tunesië · 
Turkije · 
Uruguay ·
Venezuela ·
Verenigde Arabische Emiraten ·
Verenigde Staten ·
Wales ·
Zambia ·
Zuid-Afrika ·
Zuid-Korea ·
Zweden ·
Zwitserland
Algerije (1982) · 
Australië (2014) · 
Brazilië (2014) · 
Honduras (2010) · 
Nederland (2014) · 
Oostenrijk (1982) · 
Spanje (2010) · 
Spanje (2014) · 
West-Duitsland (1982) · 
Zwitserland (2010)